# Double peine (livre)
Pour l’article homonyme, voir Double peine.
 (janvier 2024).
Si vous disposez d'ouvrages ou d'articles de référence ou si vous connaissez des sites web de qualité traitant du thème abordé ici, merci de compléter l'article en donnant les références utiles à sa vérifiabilité et en les liant à la section « Notes et références ».
Double peine est un roman illustré de Jeff Kinney, onzième tome de la série Journal d'un dégonflé. Il a été écrit et illustré par Jeff Kinney. Le livre est sorti, dans sa version française, le 4 mai 2017.

## Octobre
Au début du livre, Greg explique qu'il croit parfois que sa famille est seulement une équipe de comédiens et qu'il participe à une émission de télé-réalité. Il veut aussi prouver que son père Frank est un robot, mais ne réussit qu'à se faire punir. Le collège de Greg organise une foire aux livres et Susan , sa mère, lui donne de l'argent, mais il le dépense inutilement. Plus tard, il évoque un souvenir de jeunesse, où il appartenait à un groupe d'enfants privilégiés qui ne pouvaient pas prononcer la lettre R (J en VF) jusqu'à ce qu'il y arrive. Il parle également de livres qui lui donnent des cauchemars, ainsi que d'une envolée d'oies sauvages. Il parle aussi de l'infructueuse marque du roast-beef puis d'un concours où il doit envoyer un ballon le plus loin possible. Il ne gagne pas, mais un petit garçon appelé Maddox le trouve. Maddox a une passion dévorante pour les legos, mais Greg emporte une pièce accidentellement avec lui et il est alors accusé de vol. Susan retourne à l'université et le cochon dévore toutes les sucreries, ce qui le fait vomir dans le van de Rodrick. Greg et Robert rejoignent par la suite la section des instruments à vent du collège afin d'être invités à une fête. Mais Greg ne sait pas du tout jouer du cor français et veut arrêter ce qui agace Frank. Il se rend ensuite à la fête avec Robert, mais il doit partir plus tôt.

## Novembre
Avec le départ de Greg s'ajoutent également un désastre involontaire durant le concert. Frank le punit. Greg a ensuite l'idée de faire un film avec son ami Robert, film qui sera horrifique. Malheureusement, ils utilisent la cassette des premiers pas de Manu et Susan s'en aperçoit. Greg s'en sort en effectuant des corvées alors que Robert devient une célébrité malgré lui.

## Anecdotes
- Le livre est de couleur rouge et jaune.
- Maddox joue le rôle du méchant dans ce roman. Il n'apparaît que dans 14 pages.
- Manu apparaît seulement dans quelques pages de ce roman. Avec ce livre, Greg et ses parents deviennent les seuls à figurer dans plusieurs pages depuis le début de la série.